# Rossiza (Fluss)
Der Fluss Rossiza (bulgarisch Росица) ist ein Hauptzufluss der Jantra in Zentral-Nordbulgarien, die ihrerseits in die Donau fließt. 
Der Fluss ist 164 km lang und hat ein Wassereinzugsgebiet von 2265 km². 
Die Rossiza entspringt im Kalofer-Gebirge (bulg. Калоферска планина/Kaloferska planina, Teil des mittleren Balkans) in der Nähe der Berghütte Masalat (bulg. Мазалат) und fließt in nördliche Richtung. Ihre Zuflüsse sind die Flüsse:
- Lopuschniza (bulg. Лопушница),
- Widima (bulg. Видима),
- Tschuparate (bulg. Чупарата),
- Krapez (bulg. Крапец),
- Negowanka (bulg. Негованка),
- Bochot (bulg. Бохот).

Die Stadt Sewliewo (bulg. Севлиево) liegt am linken Ufer. Die Rossiza fließt von links in die Jantra – im Gebiet des Dorfes Kruscheto (bulg. Крушето).  
Bei der Stadt Sewliewo führt eine Steinbrücke über den Fluss, die 1857–1858 von dem Baumeister Kolju Fitscheto (bulg. Колю Фичето) errichtet wurde. Der Stausee Aleksandar Stambolijski (benannt nach Aleksandar Stambolijski), der den Fluss aufstaut, wurde 1953 gebaut. Davor gab es mehrere große Überschwemmungen durch die Rossiza (1848, 1858, 1871, 1897, 1901). Nach schweren Regenfällen trat der Fluss am 28. Juni 1938 über die Ufer. Dabei ertranken 47 Personen und zig Häuser wurden zerstört, hunderte von Haustieren ertranken und die Infrastruktur der Gegend wurde zerstört.
Der Fluss fließt in der Nähe des Dorfes Nikjup und der alten römischen Stadt Nicopolis ad Istrum vorbei.